# Walter Heitz
Walter Heitz, född 8 december 1878 i Berlin, död 9 februari 1944 i rysk fångenskap i Moskva, var en tysk militär. Han befordrades till generalmajor den 1 februari 1933, generallöjtnant den 1 oktober 1934, general av artilleriet den 1 april 1937 och till generalöverste 30 januari 1943. Heitz erhöll Riddarkorset av Järnkorset 1940 och dess eklöv 1942.
Heitz var befälhavare för VIII. Armeekorps från den 25 oktober 1939 till den 31 jan 1943. Han tillfångatogs av Röda armén vid Stalingrad och fördes till krigsfångenskap.